# Soera Het Vee
Soera Het Vee is een soera van de Koran.
De soera is vernoemd naar het vee dat in aya 136 wordt genoemd. Verschillende onderwerpen passeren de revue; onder andere Ibrahim en zijn geslacht, ongelovige Mekkanen en de tekenen Gods.

## Bijzonderheden
Ayat 20, 23, 91, 93, 114, 141, 151, 152 en 153 zouden zijn geopenbaard in Medina.

## Inhoud
In aya 25 wordt gesteld dat er een bedekking over de harten van sommige ongelovigen is gelegd. Zelfs als ze een teken zagen, zouden ze nog steeds niet geloven.
In aya 70 wordt gesteld dat de ongelovigen geen voorspreker zullen hebben op de dag des oordeels.
In ayat 74-83 wordt verteld over het twistgesprek tussen Ibrahim en zijn volksgenoten die aan afgoderij deden.
In ayat 84-86 wordt een groot aantal profeten opgenoemd.
Volgens aya 92 bevestigt de Koran de voorgaande openbaringen.
In aya 101 wordt gevraagd hoe Allah een kind kan hebben terwijl hij geen partner heeft.
Volgens aya 107 zouden polytheïsten geen polytheïsten zijn als Allah dat had gewild.